# Лесное (озеро, Сахалинская область)
Лесное — озеро в Томаринском городском округе Сахалинской области (Россия).

## География
Озеро Лесное — водоём лагунного происхождения. Расположено к юго-востоку от села Красногорск на западе Сахалина, в полукилометре от берега Татарского пролива. Озеро имеет продолговатую форму и вытянуто с запада на восток. Площадь зеркала 21,8 гектар. Средняя глубина достигает 5 м, максимальная глубина 21 м.
Через озеро протекает левый приток реки Чёрной (бассейн Красногорки).

## Гидрология
Объём озера 1176 тыс. м³. Питание смешанное, подземное и атмосферное. Вода без цвета и запаха, жёсткостью менее 1 ммоль/л, минерализацией 85 мг/л, прозрачность 120 см. Химический тип воды гидрокарбонатно-магниевый.

## Размеры
- запад — восток (общая длина) — 793 м.
- север — юг (наибольшая ширина) — 287 м.